# Kurt Marschner
Kurt Marschner (* 27. April 1913 in Schönlinde, Böhmen, Österreich-Ungarn; † 25. September 1984 in Hamburg) war ein deutscher Opernsänger (Tenor) und Schauspieler.

## Leben und Wirken

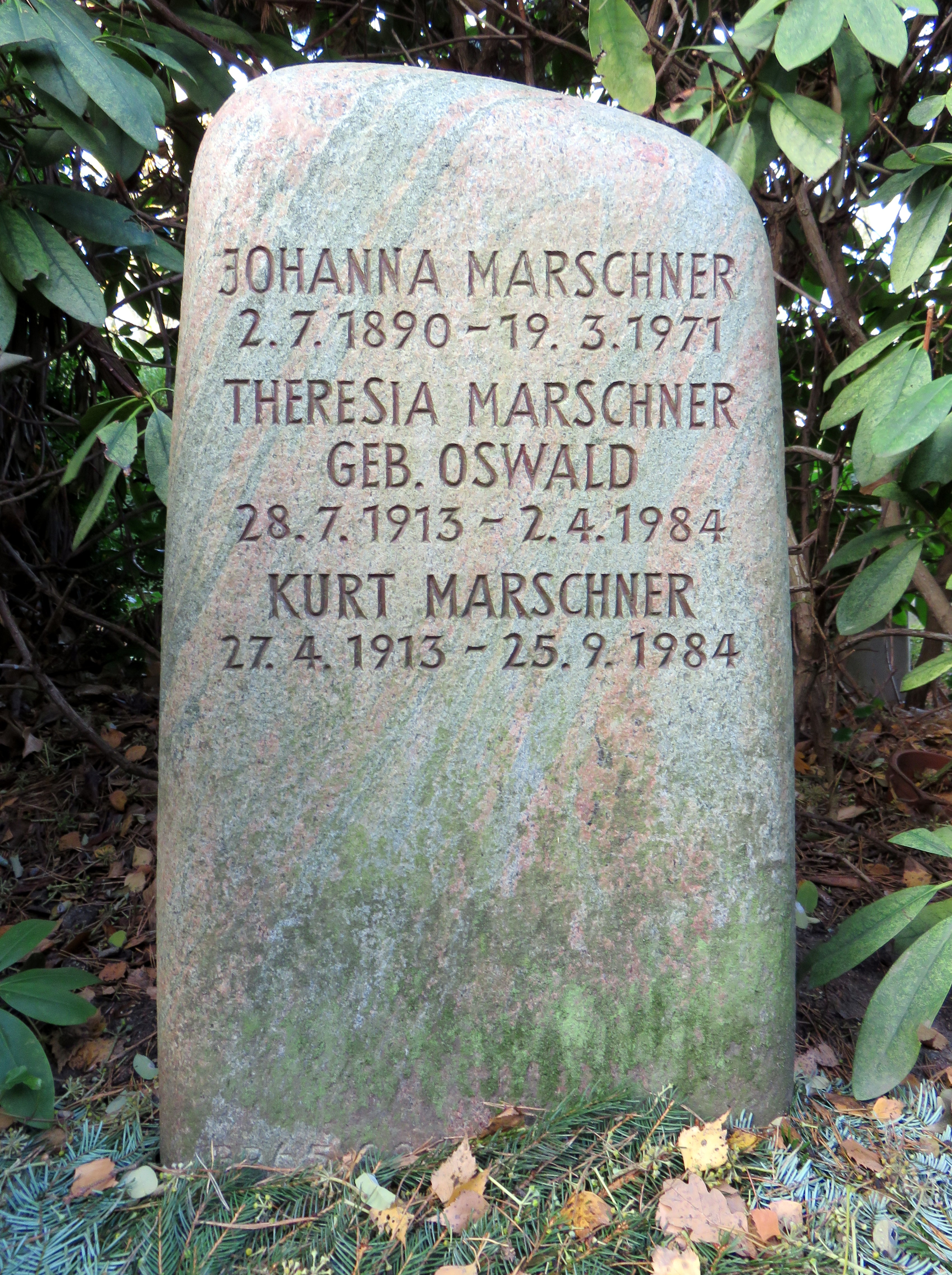
Grabstein Kurt Marschner auf dem Ohlsdorfer Friedhof

Marschner arbeitete in den 1930er Jahren zunächst als Musterzeichner, ehe er sich am Konservatorium in Dresden zum Sänger ausbilden ließ. Sein Debüt gab er in Karlsbad (Sudetenland), unweit seines Geburtsdorfs. Von 1942 bis 1944 sang Marschner an der Oper im deutschbesetzten Oslo, nach Kriegsende in Oldenburg und Frankfurt am Main. 1949 kam Kurt Marschner an die Staatsoper Hamburg, wo er bis zuletzt mehrerer Jahrzehnte lang als Ensemblemitglied wirkte. An dieser Spielstätte war er an über 4000 Vorstellungen beteiligt.
Neben seiner Bühnentätigkeit trat Marschner seit Beginn der 1960er Jahre mit Aufführungen auch vor die Kamera: zunächst spielte und sang er kleine Partien in großen Werken wie Fidelio und Die Zauberflöte, in späteren Jahren übernahm Marschner auch größere Nebenrollen wie den Balthasar Zorn in Wagners Die Meistersinger von Nürnberg oder sogar Hauptrollen wie sowohl den Orpheus als auch den Pluto in Offenbachs Orpheus in der Unterwelt. Bei einigen Produktionen lieh er dem Darsteller lediglich seine Gesangsstimme (z. B. 1953 bei La traviata und 1964 bei Die Reise auf den Mond).
Kurt Marschner wurde auf dem Ohlsdorfer Friedhof in Hamburg im Planquadrat Bp 65 nordwestlich Kapelle 13 beigesetzt.

## Filmografie
- 1961: Die Banditen
- 1961: Pique Dame
- 1967: Die Hochzeit des Figaro
- 1968: Fidelio
- 1969: Die Teufel von Loudun
- 1971: Die Zauberflöte
- 1971: Die Meistersinger von Nürnberg
- 1972: Wozzeck
- 1972: Ein Stern geht auf aus Jakob
- 1973: Orpheus in der Unterwelt
- 1974: Orpheus in der Unterwelt